# Antonín Alois Weber
Antonín Alois Weber, křtěn pouze jako Antonín (24. října 1877 Vlčí Hora – 12. září 1948 Litoměřice), byl římskokatolický kněz německé národnosti, 16. biskup litoměřický (1931–1947), od 10. března 1947 titulární arcibiskup samoský.

## Studium
V malé vísce Vlčí Hora (německy Wolfsberg), patřící do farnosti Brtníky, se narodil šestnáctý litoměřický biskup ThDr. Antonín Alois Weber. Byl to již pátý biskup pocházející ze Šluknovského výběžku.
Jeho otcem byl německý zemědělec a tkadlec Antonín Alois Weber a matkou Terezie, rozená Diessnerová, rovněž z tkalcovského rodu. Jejich první syn dostal při křtu jméno Antonín a druhé jméno Alois pak při biřmování.
Na malého chlapce měl silný vliv dědeček z matčiny strany Jan Diessner, pocházející z Filipova. Naučil ho prvním modlitbám, litaniím a ještě v předškolním věku číst a psát.
Ve Vlčí Hoře za Antonínova dětství žilo asi 700 obyvatel ve 160 domech. Stála zde kaple Panny Marie Karmelské (v 21. století již zbořena[zdroj?]) a fungovala jednotřídní základní škola. Z této školy poslali rodiče svého velmi nadaného syna na další školní výchovu do Krásné Lípy. Tam se potvrdily jeho veškeré předpoklady k dalšímu studiu a projevila se jeho hluboká zbožnost. Vlivem tamního učitele Augusta Kreissla se zrodily plány na jeho budoucí učitelské povolání.
Nakonec padlo jiné rozhodnutí. Malý Weber, veden svou zbožností, si doma v malé světničce postavil oltářík, aby mohl napodobit mši. Své kamarády pak pověřil ministrováním (v rodině se na tuto příhodu dochovaly památky až do roku 1945). To ovlivnilo rodiče i jeho učitele natolik, že se s ním vypravili do Bohosudova. Weber byl přijat a studoval v malém semináři a na gymnáziu. Mezi jeho učitele patřil i P. Antonín Odstrčilík, jezuita, pedagog, vychovatel a horlivý kněz, který na mladého studenta silně zapůsobil. Roku 1895 složil Weber v Litoměřicích maturitu s vyznamenáním a definitivně se přihlásil na bohosloví. Po ukončení studií navrhlo vedení semináře v Bohosudově, aby pokračoval ve studiích v Římě na „Collegium Bohemorum“ – české koleji. U rodičů se přimluvil i tehdejší biskup Schöbel.
Po jejich souhlasu šel se svým přítelem Jindřichem Wagnerem z domova pěšky až do Říma. Po cestě navštívil také Padovu, kde je hrob jeho patrona Antonína Paduánského. V Římě ho přijal vicerektor české koleje, světící biskup ThDr. František Zapletal, který vedl výchovu mladých bohoslovců tak taktně, že byl všemi milován. Tehdy se mladý Weber začal učit česky. Po ukončení studia ho 17. února 1901 patriarcha Cepetelli slavnostně vysvětil na kněze v domácí kapli u sv. Apolináře. Téhož roku 22. června byl promován na doktora teologie.

## Kněžská služba

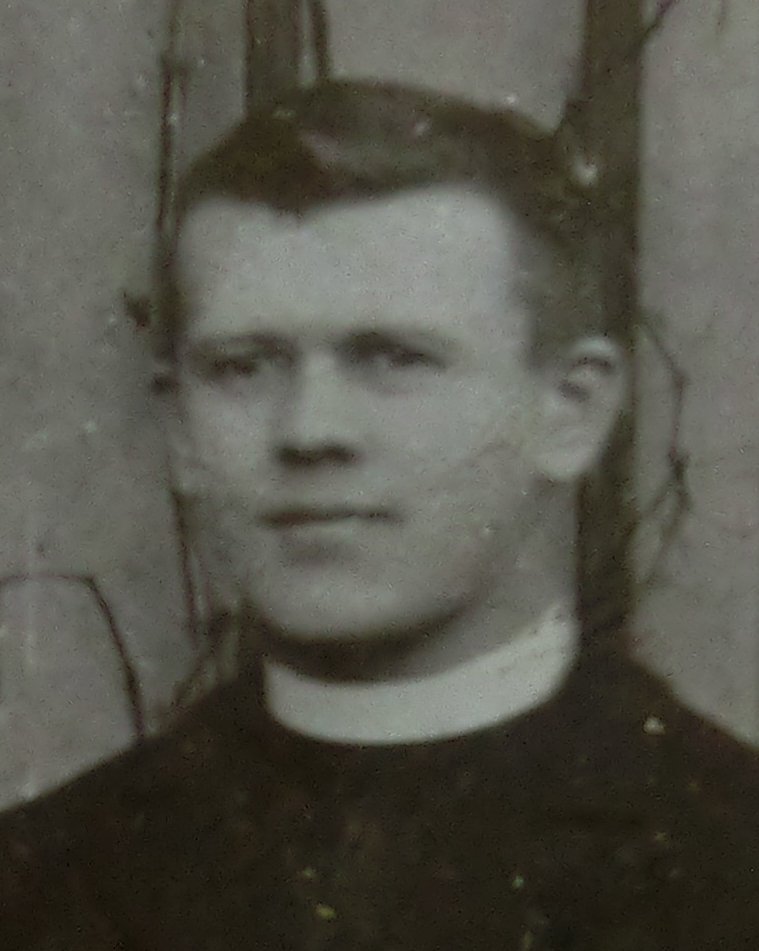
A. A. Weber jako katecheta v Ústí nad Labem (kolem roku 1907)

Když se Weber vrátil do vlasti, začal na podzim roku 1901 pracovat jako kaplan v Teplicích. Ačkoli zde již vedle děkana dva kaplani působili, nestačili na všechny duchovní úkony, včetně obrany před hnutím „Pryč od Říma“. Weber se ihned zapojil do všech činností (kázal, vyučoval atd.), které vykonával tak horlivě, že roku 1907 onemocněl těžkou žaludeční nemocí. Lékaři mu doporučili změnit bydliště.
Biskupství litoměřické vyhovělo a Weber byl přeložen do Ústí nad Labem jako katecheta měšťanských škol a učitel náboženství ústavu pro vzdělávání učitelek. Když zde byla roku 1907 zřízena reálná škola, Weber začal učit i na ní. Všude patřil mezi oblíbené učitele. Neomezil se jen na vyučování náboženství, ale ujal se i dalších předmětů. K nim patřila zejména čeština, kterou se výtečně naučil a již v Teplicích ji prakticky používal. Učil ji sedm let. Dvakrát byl dokonce zvolen provizorním ředitelem školy v Ústí nad Labem. Jako učitel působil také v blízkých vesnicích Bystřanech, Řetenicích a Proseticích. Účast na jeho českých bohoslužbách byla tak velká, že každou neděli měl až tři kázání.
Současně se zajímal o sociální problematiku v průmyslovém Ústí nad Labem, a proto řadu let byl i členem komise pro sociální péči pro celé město.
Weber se nezúčastňoval politického života, politicky a národnostně byl velmi tolerantní, nečinil žádné rozdíly mezi Němci a Čechy. Vždy mu šlo o katolickou církev.
V roce 1913 si na Karlově univerzitě nechal nostrifikovat svůj římský doktorát. Začal též publikovat. Vydal např. dějiny své rodné farnosti Brtníky a napsal pro čtyřsvazkovou občanskou nauku studii o humanitě. Pro studenty založil roku 1915 kněžskou agregaci, v níž pravidelně přednášel a přinášel přehledy o nové církevní literatuře. Ve Velkém Březně též řídil kongregaci žen a v Litoměřicích teologickou kongregaci.
Biskup Gross ho jmenoval předsedou kolegia cenzorů. Od roku 1923 byl pak ustanoven biskupským notářem a papežským tajným komořím. Roku 1927 se stal členem rady konzistoře a byl jmenován i oficiálem církevního soudu a 1. dubna 1930 obdržel hodnost kanovníka (1. königseggovského).
Dne 20. ledna 1931 zemřel litoměřický biskup Josef Gross a právo jmenovat biskupy přešlo po roce 1918 z císaře na československou vládu, která o ně projevila velký zájem, protože diecéze byla výrazně německá.

## Litoměřický biskup

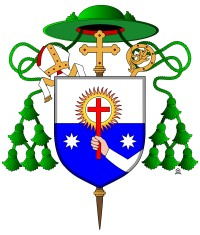
Znak biskupa Antonína Aloise Webera

Vláda požadovala dodržení dohody podle tzv. modu vivendi z roku 1928. Ta stanovila, že kandidát na biskupa musí předem získat schválení vlády. Složité jednání se vleklo, a proto více než deset měsíců zůstal biskupský stolec v Litoměřicích neobsazený (sedisvakance). Dne 22. října 1931 papež Pius XI. jmenování potvrdil a 22. listopadu téhož roku byl Antonín Alois Weber slavnostně vysvěcen v pražské Svatovítské katedrále. Konsekraci vedl ThDr. Karel Kašpar, arcibiskup pražský, spolusvětiteli byli pak světící biskupové pražští ThDr. Antonín Podlaha a ThDr. Jan Remiger. Dne 6. prosince 1931 se v litoměřické katedrále konala intronizace, která na rozdíl od předchozích svěcení byla prosta všech okázalostí.
Výhodou nového biskupa byla dobrá znalost litoměřické diecéze. Proto se například i svěcení kněží konala často mimo katedrálu (Ústí nad Labem, Česká Lípa, Most, Jablonec nad Nisou, Jiříkov, Bohosudov, Mnichovo Hradiště, Osek, Filipov, Šluknov, Teplice atd.).
Oficiální vystupování biskupa bylo ve srovnání s jeho předchůdcem daleko jednodušší a civilnější. Využíval každé příležitosti, aby se setkal s věřícími. V diecézi zakládal „Katolickou akci“ a prosazoval oživení náboženského života.
V Litoměřicích založil ústav pro pastoraci a ústav pro mládež. Rovněž podporoval litoměřický ústav pro hluchoněmé. Byl též velkým ctitelem Panny Marie ve Filipově, kde vícekrát při poutní slavnosti sloužil pontifikální mši.
Jak biskupská rezidence, tak zámek ve Stvolínkách nutně potřebovaly renovaci, kterou Weber zahrnul do své režie. Za podpory biskupa bylo v diecézi postaveno devět nových kostelů.
K významným počinům patří také jeho reorganizace a doplnění kapituly. Po úmrtí světícího biskupa Antonína Čecha 26. srpna 1929 pověřeného péčí o česky mluvící věřící nebyla jeho funkce již obnovena, protože biskup Weber ovládal perfektně oba zemské jazyky. Při jeho nástupu byla polovina kanonikátů neobsazena. Weber, až úzkostlivě dodržující církevní a státní zákony, jmenoval čtyři čestné kanovníky a osm nových biskupských vikářů. Provedl též změny v hlavních odděleních konzistoře a obnovil církevní soud. Reorganizoval i protokol o evidenci písemností. Pro seminář vypracoval nový organizační statut a jeho vedením pověřil ThDr. H. Donatha.
Každý rok navštívil čtyři vikariáty, takže za šest let měl osobně zvizitovanou celou svoji diecézi (tehdy měla 24 vikariátů). Vikáři, kteří biskupa doprovázeli při biřmování ve svých okrscích, žasli nad tím, že biskup měl během nich pokaždé jiné kázání. V době svého episkopátu udělil svátost biřmování přibližně polovině milionu věřících. Své postřehy z biřmování, z nichž je patrné, jak si všímal i zdánlivě nepatrných maličkostí, zveřejňoval v ordinariátním listě. Velkou radost měl biskup, když se současně s biřmováním konaly zkoušky z náboženství. Často na závěr školního roku sám katechizoval.
Církev vždy spatřovala v misiích svůj hlavní úkol a podporovala je. Z toho hlediska zažily Litoměřice 30. května 1937 mimořádnou událost: biskup Weber vysvětil Ignáce Arnože z Děčína misijním biskupem v Bulawayo v Jižní Rhodesii (dnešní Zimbabwe), v níž byl zřízen apoštolský vikariát, později změněný na sídlo nově vytvořené diecéze.
Již před svým biskupským svěcením posvětil Weber novostavbu tzv. malého semináře v Bohosudově a 3. září 1933 vysvětil noviciát pro jezuity v Děčíně.

## Nacismus
V této době se začaly následkem činnosti Konrada Henleina stupňovat národnostní a politické rozpory. V roce 1931 založil Henlein Sudetendeutsche Heimatfront, kterou již po dvou letech přeměnil v nacistickou politickou stranu Sudetendeutsche Partei (SdP). Činnost německých extrémních nacionalistů a nacistů se často prolínala. SdP měla též tajné přímé kontakty s hitlerovským Německem a určitými kruhy ve Velké Británii.
Němečtí kněží a intelektuálové podcenili totalitní nacismus s jeho proticírkevní ideologií, což se projevilo i na německé teologické fakultě v Praze. Jako příklad může posloužit profesor teologické fakulty A. Kindermann. Ten předložil dokonce ještě v prosinci 1938 návrh na zřízení samostatné církevní katolické provincie v celých „Sudetech“. Podle něj mělo být litoměřické biskupství povýšeno na arcibiskupství a navíc zřízeno pět nových biskupství: v Chebu, Liberci, Opavě, Mikulově a Českém Krumlově. Jako alternativu navrhoval možnost zřídit tzv. svobodné prelatury ve Vyšším Brodě (diecéze českobudějovická) a v Mikulově (diecéze brněnská). Kindermann svůj návrh o 127 stranách vydal knižně, ale litoměřický biskup dr. Weber, jemuž byl spis věnován, odmítl a nedal pro něj imprimatur. Knihu později zabavili samotní nacisti. Je překvapující, s jakými naivními představami se střetáváme u tehdejších inteligentních lidí.
Rovněž situace v semináři nebyla radostná. Počet kandidátů kněžství poklesl. V roce 1932 jich studovalo pouze 11, v roce 1936 pak 26. Biskup Weber se proto ještě více začal věnovat kněžskému semináři, jemuž dokonce hrozila likvidace. Jelikož rektor ThDr. František Albert nemohl pro stáří funkci vykonávat, vypracoval sám biskup nová statuta do všech podrobností. Studentům a vedení malého semináře z Bohosudova nabídl ubytování v litoměřickém biskupském semináři v Jezuitské ulici čp. 2. Vybrané prostory bylo ovšem třeba upravit. Nutné finanční prostředky získal Weber vyhlášením tzv. seminární daně ve výši 1 % příjmů diecézních kněží. Podporu poskytoval i studentský podpůrný ústav v Bohosudově.
Biskupova péče o diecézi se projevovala aktivní účastí na různých akcích. Roku 1932 uspořádal zasedání farních výborů se třemi sty účastníky. V roce 1933 na Svatodušní neděli se osobně účastnil tří největších diecézních poutí a setkal se i s misionáři. Téhož roku pak podnikl svou první biskupskou cestu do Říma. Po jeho návratu se začala i litoměřická diecéze připravovat na celostátní sjezd katolíků (1935). V tomto roce však biskup dostal těžký zápal plic a byl hospitalizován v ústecké nemocnici. Ihned po propuštění pokračoval dále ve svých plánovaných činnostech, které vyvrcholily uspořádáním úspěšného katolického sněmu pro celou diecézi v roce 1937 v Mladé Boleslavi. Na něm byly prodiskutovány závěry pražského celostátního sjezdu z roku 1935, nastíněn program další činnosti v diecézi a uspořádán Den katolických dívek. Ty dosud neměly vlastní katolickou organizaci.
Šedesátiny biskupa Webera se staly příležitostí, aby mládež oblíbenému biskupovi vyjádřila svůj hold. Z 21 středních škol přijelo do Litoměřic okolo tisíce účastníků, kteří 27. září 1937 předali jubilantu blahopřání. Dne 3. října oslavila jeho narozeniny litoměřická mládež a 14. listopadu se v seminárním kostele samostatně shromáždila česká mládež.
Na celkové nebezpečí totalitní ideologie nacismu upozornil papež Pius XI. již 14. března 1937 ve zvláštní encyklice „Mit brennender Sorge“ (S palčivou starostí). Německá biskupská konference ve Fuldě v čele s kardinálem Bertramem zaslala v této záležitosti ostré memorandum přímo A. Hitlerovi. Reakcí byly rostoucí pomluvy o církvi, následovaly zinscenované procesy proti kněžím a od roku 1938 pak zákaz vyučování náboženství.
Pražský arcibiskup kardinál Kašpar požádal předsedu německé biskupské konference kardinála A. Bertrama, aby se generální vikáři z odtrženého území mohli účastnit konferencí ve Fuldě. S vlastními biskupy se mohli kontaktovat čím dál obtížněji a potřebovali být zavčas informováni o aktuální situaci, problémech atd. Kardinál Bertram však tuto žádost odvážně odmítl. Sdělil, že modus vivendi z roku 1928 (upravující vztah mezi Československem a papežským stolcem) stále platí, a proto nelze bez souhlasu Říma návrh kardinála Kašpara realizovat. Naopak sdělil, že se sám bude účastnit i jednání biskupské konference v Praze, protože do jeho arcidiecéze nově patří část Moravy a Slezsko.
Biskup Weber si byl vědom, jaké nebezpečí zde vyrůstá. Obrátil se proto na německé diecézní kněze a pohrozil jim, že když se budou nadále angažovat v Henleinově SdP, odvolá je z funkce. To mu nacisté nikdy nezapomněli.
Německá evangelická církev v Sudetech (vedená dr. Erichem Wehrenpfennigem) naopak doporučovala svým duchovním, kteří se osvědčili v „národním boji“, pokračovat v této činnosti. Do SdP vstoupilo 91,9 % z celkového počtu německých evangelických duchovních. Nicméně po sloučení SdP s nacistickou NSDAP již ani žádný z evangelických farářů nebyl v této straně.

## Situace po Mnichovském diktátu
SdP měla absolutní převahu u německého obyvatelstva, výjimku tvořily pouze socialistické a české strany. Vedení SdP brzy po Mnichovském diktátu donutilo většinu německých politických stran ke sjednocení s německou NSDAP. V této době nacistické politické kruhy v Sudetech nepředpokládaly střety s katolickou církví. Působil zde totiž ještě konkordát mezi Vatikánem a Německem z 20. července 1933, který se však nevztahoval na okupované území.
Po vzniku Sudet došlo německé ministerstvo pro církevní záležitosti k závěru, že vliv církve v této oblastní není pro celkový politický vývoj Německa příliš významný. Obrátilo se ale na SdP, aby od této politické strany žijící přímo v Sudetech získalo hodnocení vlivu katolické církve na místní obyvatelstvo. SdP se při tomto zjišťování soustředila jen na informace od kněží – svých členů, tedy jen od 49,3 % z celkového počtu německých katolických kněží.
Němečtí katolíci v zabraném území si bohužel dostatečně neuvědomovali, v jaké obtížné situaci jsou již katolíci v Německu, kde už vypukl silný odpor a boj proti katolické církvi. Toto nebezpečí stále více ohrožovalo i litoměřickou diecézi.
Pro duchovní v aktivní službě biskup dále pořádal exercicie, kněžské kongregace, pokračovací kněžský kurz a pastorální konference. Jeho pozoruhodný pastýřský list z února 1938 dodnes dosvědčuje, jak se snažil získat co nejvíce informací o smýšlení kněží v dané politické situaci. Materiálně podporoval diecézní kněze, kteří se ocitli v nouzi a obětoval tak celé dědictví po svém otci. V této činnosti pokračoval i za války. Za každého zemřelého kněze se snažil sloužit zádušní mši.
V důsledku mnichovského diktátu byla litoměřická diecéze rozdělena na dvě části. Větší část (cca 75 %), tzv. Sudety, byla připojena k nově se tvořící nacistické župě Sudetengau s hlavním městem Libercem a místodržitelem Konradem Henleinem. Litoměřická diecéze měla v roce 1938 celkem 446 farností. Odtrženo tak bylo 342 farností (66,8 %), tj. nejvíce ze všech českých a moravských diecézí.
Zatímco Litoměřice na pravém břehu řeky Labe spadaly do Sudet, tak cca 4 km vzdálený Terezín na levém břehu patřil již do druhé části, tzv. Protektorátu Čechy a Morava. Litoměřické biskupství bylo jediné, které svým sídlem nezůstalo v Protektorátu. Dosavadní generální vikář Mons. Šelbický odstoupil, ale biskup Weber ho znovu jmenoval do téže funkce k 1. lednu 1939 pro zbytek diecéze v okleštěném Československu se sídlem v Libochovicích. Mons. Šelbický se obával zatčení, a proto odešel nejdříve do nemocnice v Lounech, ale tam se po poradě se svými důvěrníky rozhodl rezignovat na všechny své funkce a odejít do penze do Prahy. Tento úmysl Weber schválil.

## Rozdělení litoměřické diecéze
Z přehledu v Catalogu cleri z roku 1941 vyplývá, že v odtrženém území byl samostatný generální vikariát v Litoměřicích v čele s Mons. Franzem Wagnerem. Do něj náleželo 21 venkovských vikariátů, jedno proboštství, pět arciděkanství, 29 děkanátů, 302 farností a osm expozitur. Dále 13 beneficiátů a 536 světských a 110 řádových kněží, u nichž pracovalo 279 kaplanů. V Protektorátu Čechy a Morava bylo v téže době jedno proboštství, žádné arciděkanství, 13 děkanátů, 88 far a 76 kaplanských míst. Tři místa pomocných duchovních a sedm jednoduchých beneficií. Pracovalo v nich na 145 světských a jen sedm řádových kněží. Celkem zde žilo 195 611 katolíků a 155 443 nekatolíků. Po rezignaci generálního vikáře Šelbického bylo přeneseno sídlo generálního vikáře z Libochovic do Kováně na Boleslavsku. Jeho nástupcem se stal Mons. Josef Kuška, kterého později vystřídal ThDr. František Vlček se sídlem v nedalekém Krnsku.
Mnoho Čechů po zabrání pohraničí odešlo do vnitrozemí. Většina obyvatel, kteří zůstali v Sudetech, se stala říšskoněmeckými občany. Město Litoměřice bylo obsazeno 10. října 1938 jednotkami německé armády, vedenými generálem Brauchitschem. Do Liberce přišel tzv. Stickhalterkommissar, jenž měl za úkol na celém zabraném území rozpustit ty instituce, které vyznávaly jiné hodnoty než nacistické. Byly zrušeny všechny české školy a téměř všem katolickým organizacím, spolkům a svazů byl zabaven majetek. Biskupství zůstala jen nepatrná část majetku a litoměřickému biskupovi se podařilo zachránit pouze mariánské kongregace.
V zabraném území byl postižen i katolický tisk. Po zastavení německého katolického tisku se Weber znovu pokusil o vydávání církevního katolického tisku, tentokrát s čistě náboženským obsahem. Pro pravou část diecéze (v Sudetech) vycházel ve Varnsdorfu a pro levou (v Protektorátu) v Teplicích. Po několika měsících byl i tento list zakázán, a tak ke zklamání věřících zmizel veškerý katolický tisk.
Weber 20. října 1938 jednal s říšským ministrem vnitra Frickem o přizpůsobení církevního života a organizací litoměřické diecéze poměrům v Německu. Obsah tohoto jednání není přesně znám, ale jeho závěry byly zveřejněny v ordinariátním listě 1. listopadu 1938 jako „Pokyny pro duchovní správu v přechodném období“. Účastníci jednání se rovněž dohodli řešit problémy pokud možno v klidu. Protože diecéze byla rozdělena, musel se biskup Weber zúčastňovat jak biskupských konferencí v Praze (pro české země), tak ve Fuldě, kde sídlila Německá biskupská konference.
Kvůli udržení katolické církve v diecézi navázal přímý kontakt s kardinálem Bertramem, sídlícím v Breslau (dnes polská Wrocław), a roku 1939 se za ním i osobně vypravil.

## Období II. světové války
V této celkově tíživé situaci odjel biskup Weber 21. července 1939 do Říma za novým nástupcem sv. Petra na papežském stolci. Tak mohl osobně informovat Pia XII. o aktuálním dění v litoměřické diecézi.
Katolická církev se za okupace dostala pod tvrdý finanční nátlak. Od 2. května 1939 byla nařízena církevní daň, skončily povinnosti patronátů (statků a obcí) hradit místní církvi smluvně určené výdaje. Farnostem bylo uloženo vytvořit „církevní farní rady“, které měly přímo spravovat tamní církevní majetek. Pro NSDAP se musely vyhotovit soupisy katolických farníků, které byly předány i gestapu a příslušnému landrátu (okres). Řada kněží proto opět protestovala. Někteří němečtí duchovní to již pokládali za otevřené nepřátelské opatření vůči církvi.
Biskup Weber se též pokusil zastavit likvidaci malého semináře v Bohosudově zvláštním telegramem říšskému komisaři Henleinovi, ale marně. Dne 12. dubna 1939 zopakoval svou žádost a opět byl Henleinem odmítnut. Jeho korespondence již na této situaci nemohla nic změnit a budovu zrušeného malého semináře a první patro jezuitské koleje si pronajala říšská policejní rada. Na řadu přišel i kněžský seminář v Litoměřicích umístěný v bývalé jezuitské koleji. Od listopadu 1938 zde mohli studovat pouze němečtí kandidáti kněžství z litoměřické, pražské a královéhradecké diecéze. Naopak čeští studenti museli odejít do pražského semináře. Brzy po obsazení Litoměřic německou armádou bylo nakonec budově semináře umístěno 115 německých vojáků.
V roce 1939 mohl biskup ještě vysvětit 39 jáhnů na kněze, ale ještě téhož roku byli mladí kněží povoláni do německé armády. Biskup Weber a rektor dr. Donath se pokoušeli seminář udržet, i když se počet alumnů dalším povoláváním stále zmenšoval. Aby seminář zachoval, rozhodl se biskup postupně ho přemístit do své rezidence. Sám se proto přestěhoval do dominikánského kláštera, kde obýval jen dvě místnosti. Mezitím se však nacisté bez vědomí biskupství rozhodli, že v rezidenci ubytují německé uprchlíky – děti, jejichž pobyt měl posloužit jako ochrana před bombardováním. I když rezidence již byla připravována pro seminaristy, musel se seminář přestěhovat do konventu sester boromejek ve Vavřinecké ulici. Biskup si uvědomil, že za těchto okolností nemůže rezidence zůstat bez dozoru, a proto se vrátil zpět. Společný pobyt s uprchlickou německou mládeží kladl na něho po psychické stránce velké nároky. Například kaple v rezidenci byla mladým uprchlíkům volně k dispozici, takže ani Nejsvětější svátost oltářní zde nemohla zůstat.
Při všech těchto událostech biskup dále plnil své povinnosti, uděloval biřmování, přispíval na svěcení kněží a dál bránil katolickou církev proti rostoucímu nacistickému nátlaku. V roce 1944 zřídil Weber papežský ústav pro duchovní povolání, aby tak mohly být alespoň částečně nahrazeny zrušené ústavy pro bohoslovce. Když nacisté zrušili na školách náboženství a jeho výuku povolili jen na farách, založil biskup diecézní ústav pro duchovní péči, výchovu a farní pomoc laickým katechetům, který měl vypomáhat na farách vybudovat školní třídy pro výuku náboženství.
Je překvapující, že se v této době věnovala péče litoměřickým památkám a opravovaly se i církevní budovy. Ještě v roce 1938 se renovovala dvorní část semináře v Jezuitské ulici a opravila se konzistoř, kde byly roku 1941 zřízeny nové kanceláře a archiv s registraturou. Ve Svatoštěpánské katedrále byly na konci roku 1941 zrekonstruovány varhany a znovu posvěceny. Důkladné opravě se nevyhnul ani děkanský kostel. Podle místních podmínek probíhaly opravy kostelů a kaplí i jinde v diecézi. Biskup se pak vždy rád ujímal vysvěcení opravených nebo nových objektů.
Územní rozdělení diecéze postihlo i řády a kongregace. Na odstoupeném území žilo 620 duchovních, z toho bylo 517 světských a 103 řádových. Do roku 1938 žili v klášterech řeholníci a řeholnice různých národností. Po mnichovské dohodě mohli v klášterech v odtrženém území nadále zůstat pouze řeholníci a řeholnice německé národnosti.

## Nacistický nátlak
V diecézi bylo celkem 34 ženských klášterů, v nichž žilo zhruba 800 řádových sester. Přes 57 % sester pocházelo z chudých dělnických a zemědělských rodin. Polovina z nich se věnovala péči o nemocné (nemocnice, starobince atd.) a čtvrtina dětem (zvláště tělesně a psychicky postiženým). Další učily buď na církevních školách, patřících řádu či kongregaci nebo na různých civilních školách. Nacisté hned roku 1939 rozhodli, že řeholnice musejí ze školství odejít. V celém československém pohraničí bylo proto zrušeno 25 obchodních škol, 31 rodinných škol, jeden učitelský dívčí ústav, dva semináře pro výchovu učitelek v mateřských školkách, tři pomocné školy a 10 kurzy výuky cizích jazyků. V těchto zrušených školách a vzdělávacích institucích se vzdělávalo téměř 15 tisíc dětí.
Následovalo i nucené ukončení činnosti ústavu pro hluchoněmé a německých charit, což znamenalo těžkou ránu nejen pro církev. Problémy nastaly i s nařízenými farními výbory. Ty bylo třeba podle nacistických směrnic vyškolit, protože převzaly prakticky všechny povinnosti bývalých patronátů. Problémy činilo i vybírání nově nařízené církevní daně od věřících.
Tuto složitou situaci dobře ukazují ordinariátní a pastýřské listy, které biskupa spojovaly s duchovními v celé diecézi. V té době se změnily i statistické výkazy, takže je dnes velice obtížné srovnávat výkaznictví z období 2. světové války s výkazy staršími. Katalog z roku 1941 je zatím nejobsažnější a nejkvalitnější.
Biskupovi rovněž ležela na srdci duchovní péče o děti a přál si, aby jí byla věnována co největší pozornost a pomoc. Proto zavedl novou slavnost Nejsvětějšího Srdce Páně, která se konala na den Svátku Srdce Páně. I ve válečných letech 1942 až 1943 přicházeli věřící na poutě do Filipova, kde biskup sloužil pontifikální mše. Poslední slavností pro celou diecézi pak bylo zavedení svátku Neposkvrněného Srdce Panny Marie. Nové instrukce obdrželi i vikáři.
S prosazováním nacismu do každodenního života rostl nátlak, aby lidé vystupovali z církve. Týkal se nejen funkcionářů NSDAP, ale i učitelů a státních úředníků. Počet dětí přihlášených na náboženství na základní škole nesměl přesáhnout maximální hranici 50 žáků. Od podzimu 1941 museli rodiče dokonce své děti ve stanoveném termínu na výuku náboženství písemně přihlásit. Tato evidence pak byla využívána pro nejrůznější postihy. Například místodržitel Henlein vydal 26. června 1941 výnos, že ti státní zaměstnanci, jejichž děti chodí na náboženství, musí být za trest přeloženi jinam. Z církve ve velkém počtu vystupovali lidé především z řad státních úředníků, učitelů a inteligence, a to zvláště v době válečných úspěchů nacistických armád. Jakmile se situace na frontách obrátila, množství výstupů rychle pokleslo.
Když byla založena nacistická mládežnická organizace Hitlerjugend, musely se jejích schůzek účastnit i katolické děti. Naplánovány byly tak, aby se děti nemohly účastnit bohoslužeb a církevních slavností. Zvláštní pozornost byla věnována ministrantům, kteří se měli vzdát náboženství a přijmout nacismus.
Ze škol a veřejných budov se musely odstranit kříže, což vedlo ke konfliktním situacím. Někde vypukly i demonstrace. Bylo zakázáno zahajovat vyučování modlitbou, zato se musely přednášet citáty z nacistických publikací a zpívat písně Hitlerjugend. Tato opatření měla zcela vytlačit křesťanství ze škol a nahradit ho ateistickou nacistickou ideologií. Dohled nad vyučováním náboženství na všech úrovních škol měli funkcionáři NSDAP, samozřejmě i gestapo a SD. V důsledku všech těchto událostí rostl počet duchovních, kteří nesměli pro své názory učit náboženství.
Ve srovnání se středními školami byl pokles žáků náboženství na základních školách vyšší (83,2 %), po roce 1942 se však výstupy zpomalily. Po čase bylo zakázáno na školách vyučovat náboženství úplně. Povoleno bylo jen na farách, a to pod přímým dohledem gestapa. Tak nátlak proti církvi stále vzrůstal, i když někteří němečtí duchovní až naivně věřili, že se situace zlepší a že náboženský boj je pouze přechodný. Opak byl pravdou. Slovo náboženství se dokonce nesmělo používat a nahrazoval ho termín „vyučování konfesí“, místo „misionář“ se muselo používat „putující kněz“ (Wanderpriester) atd.
Nacistická správa dále nařídila, že hodiny náboženství na farách je nutno oznámit 48 hodin předem zvláštní vývěskou na dveřích kostela. Navíc vyučování náboženství mohlo probíhat jen ve vlastním církevním prostoru (fara, kaple, krypta), nikoliv v sakristii, a ve vyučujícím prostoru musela být podle nařízení předepsaná teplota.
Proti církvi byly používány i nové nacistické zákony jako nový pracovní zákon, zákon proti pomluvám (velice často uplatňovaný), zákon proti rozkladu branné moci, zákaz poslouchání zahraničního rozhlasu (pro kněze Vatikán), zákon o údajných mravnostních deliktech atd. Jejich porušení vedlo pak i k případnému trestnímu řízení, peněžitým trestům, uvěznění a rozhodnutí předat kněze do koncentračních táborů, často i bez rozsudku. Nacisté prosazovali názor, že se „příslušníky církví nesmějí uvěznit v katakombách, aby se nestali mučedníky, ale že je třeba zavřít je do vnitřních ghett podle vzoru pronásledování Židů“. Hitlerův zvláštní výnos umožňoval zrušit kláštery či řádové komunity, konfiskovat jejich majetek, včetně budov, pozemků a historických děl. Proti rozhodnutím nebylo odvolání. Pověřeným orgánem bylo gestapo, SD a SS.
Celkovou situaci nejlépe přiblíží popis života občanů za války. Všechny církevní svátky byly přeloženy na neděli. Zákaz postihl všechna procesí, procesní modlitby a poutě. Na svátek Božího Těla se například konalo protiletecké cvičení. Dokonce se při průvodu o tomto svátku nesmělo sypat květiny, aby bylo zamezeno „mrhání“. Rovněž církevní slavnosti mimo kostel byly z dopravních důvodů zakázány. Na druhé straně však žádal stát, aby při oslavách nacistických vítězství na frontách, při stranických a státních svátcích atd. vyzváněly zvony. Nacisté šli až do takových detailů, že dokonce určovali množství mešního vína při mši, počet hostií, svíček i ministrantů. Přísný postih čekal kněze, který konal bohoslužbu večerní, pro cizí dělníky, pro totálně nasazené Čechy, Poláky, Francouze atd. Kněží směli s velkým omezením používat motorové dopravní prostředky. Velice přísně se sledoval obsah jejich kázání, a často proto docházelo k zákazu kázat. Za porušení uvedených nařízení byli duchovní odvoláváni, pokutováni či jinak trestáni. Na věřící působila všechna tato opatření velmi depresivně.
Generální vikáři nesli za podřízené plnou odpovědnost a podle nacistických příkazů museli provinilé kněze překládat do jiné farnosti nebo do jiné diecéze. Pokud byla kázání pokládána za útok proti státu, byli kněží vypovězeni z diecéze. Činnost biskupa Webera byla tak rozsáhlá a intenzivní, že na konci roku 1943 v Liberci, kam se původně vypravil na kněžskou konferenci, onemocněl. Musel být převezen do nemocnice, kde zůstal téměř měsíc. Pro biskupa bylo charakteristické, že na každou cestu bral s sebou poslední vůli pro případ, kdyby náhle zemřel. Uvedl v ní, že má být pohřben tam, kde zemře.

## Péče o české obyvatelstvo
Doktor Weber po celou válku nezapomínal ani na české věřící v Protektorátu. Rád tamní farnosti navštěvoval, kázal a pomáhal. Umožňovala mu to i jeho znalost češtiny. V dopise z Liberce mu K. Henlein vytýkal, že jako říšskoněmecký biskup vykonává se funkce v českých farnostech, hovoří a káže v řeči „podlidí“ („des Untervolkes“). Weber obratem odpověděl, že jako katolický biskup se stará o všechny věřící v diecézi bez ohledu na jejich národnost. A pokud jejich řeč zná, je jeho povinností jí pro tyto věřící používat. Od Henleina pak následoval striktní zákaz, že Weber už nesmí vizitovat v českém území. Trval až do jara 1945, kdy se celková situace v diecézi hroutila v souvislosti s koncem války.
V době defenzivy nacistických armád se začaly obnovovat náboženské aktivity a současně klesal počet členů NSDAP a stoupenců nacistické ideologie. Loajalitu k režimu nahrazovalo postupně vystřízlivění. Ztrácely se iluze veřejnosti o charakteru nacismu, narůstal odpor, konflikty a pronásledování, které však až na výjimky (založení ilegálních protinacistických skupin) měly jen lokální význam.
Duchovní začali odmítat církevní pohřby těm, kdo z konjunkturálních důvodů vystoupili z církve. Takové případy ale nacisté přísně trestali. Veřejný odpor byl proto jen výjimečný a značně determinovaný. Například věřící začali prohlašovat, že opět budou sbírat prostředky na tzv. zimní pomoc (Winterhilfe) jen za podmínky, že se kříže vrátí do škol. V okrese Rumburk se dokonce konala zvláštní protestní schůze občanů.
Češi poslaní na nucené práce do Sudet většinou posilovali odpor u prostých lidí, kteří silně vnímali pronásledování církve a kněží. Rostoucí osobní protest obyvatel postupně přerůstal ve veřejný. Tím se zvýšil počet výslechů podezřelých na gestapu a SD, sílila šikana a zákroky nacistických funkcionářů. Počet pronásledovaných a uvězněných věřících nelze zjistit, protože na rozdíl od národnosti se náboženská příslušnost v protokolech a dokladech neuváděla. Zachované tzv. situační zprávy nacistů z let 1938 až 1945 uvádějí rostoucí zklamání a deziluzi obyvatel z nacistické protináboženské propagandy.
Během druhé světové války bylo v celém odtrženém území českých zemí pronásledováno 615 kněží, z toho 116 kněží (18,9 %) pocházelo ze Sudet náležejících do litoměřické diecéze. Tam přicházeli i mladí kněží ze Sárska a Vestfálska, kteří už delší dobu aktivně vystupovali proti nacistům. Pronásledování nejvíce postihlo mladé kněze narozené mezi roky 1901 až 1910, dotklo se až 213 těchto mladých lidí (34,6 % z celkového počtu). Počet kněží vyšetřovaných pro nepřátelský postoj k režimu činil v celých Sudetech 1 234 osob. Nejčastěji se jednalo o výslechy, kterými prošlo 264 osob, tresty na svobodě dostalo 191 osob, vyšetřováno bylo 159 osob, zákazem vyučování náboženství bylo potrestáno 155 kněží.
Další pronásledování spadá do těchto kategorií: diskriminace z hlediska povolání, rušení církevních institucí, vypovězení z farností, varování, nařízené úřední řízení, teror, peněžité tresty, uvěznění do koncentračních táborů (63 katolických kněží), ostatní příčiny smrti a blíže neuvedené. Mezi druhy trestaných provinění patřila také: kritika režimu, politická nespolehlivost, školní výuka, bohoslužba pro cizince, účast v mládežnických nenacistických spolcích, pomoc Židům, devizové delikty a mravnostní delikty (zaevidovány byly jen tři; v samotném Německu byly mravnostní delikty kněží podstatně častější).
Poslední pastýřský list litoměřického biskupa z 25. ledna 1945 působí jako jeho loučení s diecezány. Fronta se stále blížila a k postupnému rozkladu přispělo i bombardování. Postiženo bylo zvláště Ústí nad Labem a oblast hnědouhelné pánve (Most, Litvínov). Biskup proto poslal svým kněžím instrukci, jíž v době války rozšířil jejich plné moci.

## Konec II. světové války
Konec války zastihl biskupa v Dobrovici na Mladoboleslavsku, kde uděloval biřmování. Vzhledem k probíhající revoluci v diecézi se biskup vrátil do Litoměřic až 25. května 1945. Během návratu se tak přesvědčil, k jak velkému zpustošení kraje během války došlo.
Po válce samozřejmě zanikla sudetská župa a litoměřická diecéze stála před novými, zcela zásadními problémy. Válečné události nezvratně ovlivnily českou společnost a návrat do předmnichovské doby už nebyl možný. První změnou byla rezignace německého generálního vikáře ThDr. Franze Wagnera, jehož úřad převzal generální vikář z české části diecéze Mons. ThDr. J. Kuška. Zrušena byla pochopitelně všechna nařízení třetí říše. Činnost ukončily i civilní oddávací úřady (Stamdesamt) a katolické farní úřady dostaly zpět matriky. Všem farnostem, semináři a dalším církevním institucím měl být navrácen majetek zabavený nacisty, ale nacházel se ve velmi špatném fyzickém stavu. Po svém návratu z Boleslavska biskup reorganizoval všechny diecézní instituce. Sám sloužil mše v kapli své rezidence. Byla odvolána i církevní daň. Platy duchovních a finance pro farní správu však nedocházely, protože kongrua (plat) obnovena nebyla. Za této rychle rostoucí nouze vypomohl papež. Biskupovi postupně zasal tři miliony korun ve formě zvýšených mešních stipendií.
V 11. čísle ordinariátního listu věnoval biskup pozornost jednak zmíněné pomoci papeže a jednak jubileu sv. Jana Nepomuckého. Nabádal v něm, že nenávist by neměla překročit zákony a spravedlnost, biskupové by měli cítit povinnost všude pomáhat jak činy, tak radou a mělo by se zabránit tomu, aby s viníky byli potrestáni i nevinní.
Když se biskup 17. června 1945 připravoval na mši svatou, přišla za ním skupina členů revoluční gardy (RG), aby ho jako Němce deportovala do přípravného sběrného tábora pro odsun. Mohl si vzít s sebou jen 30 kg zavazadel. Jakmile se o tom dozvěděl litoměřický revoluční národní výbor, hned zakročil. Dvoučlenná delegace dosáhla toho, že byl Weber propuštěn a mohl se vrátit do rezidence. Gardisté se mu omluvili s průhlednou lží, že hledali učitele náboženství Webera, a nikoliv biskupa stejného jména. Téhož dne obdržel biskup z Prahy dekret, jímž mu bylo zakázáno vykonávat biskupské pravomoci v civilních záležitostech a udržovat styk se státními úřady. Současně německým pracovníkům kurie, kteří měli být vyhoštěni, byly odňaty jejich funkce.
Situaci navíc komplikovala skupina kněží z arcidiecéze Breslau, pobývajících během války v Litoměřicích. Když se za války fronta přiblížila k pruskému Slezsku, rozhodlo se město bránit. Nařízení evakuovat úřady a instituce se týkalo i tamějšího arcibiskupství. To se nejdříve rozhodlo zůstat, respektive přestěhovat do blízkého Löbau (dnes Lubin), ale ani tam nebylo možné se na delší dobu usadit. Fronta se přibližovala tak rychle, že vedení arcibiskupství požádalo litoměřického biskupa, aby část jeho osazenstva s důležitými dokumenty mohla přes Liberec přijet do Litoměřic, kde se chtěla dočasně zdržet. To se uskutečnilo a v polovině června 1945 se tito kněží přemístili dále do Německa, údajně do Řezna (Regensburg).
Dne 11. června 1946 byl vypraven první velký železniční transport německých obyvatel z Litoměřic a okolí do Německa, za nímž pak následovaly další. S německými obyvateli odcházeli i faráři. V této souvislosti je dosud zachován soubor dopisů německých kněží (nejen litoměřické diecéze), v nichž žádali biskupa Webera o stanovisko, zda mají dodržet církevní zákon a svou farnost neopouštět, nebo zda mají odejít společně s farníky. Celé období vysídlování těžce doléhalo na biskupa, jak vyplývá z dopisu papežovi z listopadu 1945. Ti němečtí obyvatelé, kteří nebyli zařazeni do odsunu, již neměli možnost slavit mši svatou ve svém jazyce.
Do 5. září 1945 opustili litoměřické biskupství také všichni němečtí kanovníci, včetně stařičkého probošta ThDr. Fr. Reika. Nově jmenovanému generálnímu vikáři Josefu Kuškovi zůstal pak jen jeden kanovník české národnosti – Mons. Antonín Výtvar.
Na biskupství se začala řešit otázka obnovy kněžského semináře v Litoměřicích. Generálnímu vikáři se podařilo již 8. září 1945 budovu semináře získat zpět a připravit ji pro seminaristy. Je pozoruhodné, jak rychle čeští katolíci obnovili náboženský život v diecézi. První velkou náboženskou slavnostní se stala v roce 1946 oslava 950. výročí sv. Vojtěcha. Celou zemí tehdy procházela procesí s relikviemi (především s lebkou) tohoto českého patrona. Bylo to velké povzbuzení pro všechny české katolíky, kteří se opět začali setkávat na svých schůzkách. Rovněž byl obnoven katolický tisk – noviny, časopisy, publikace.
Dne 4. listopadu 1946 jmenoval papež Pius XII. novým pražským arcibiskupem ThDr. Josefa Berana, kterého nacisté věznili na Pankráci, v Terezíně a v Dachau. Dne 8. prosince téhož roku u náhrobku sv. Vojtěcha v katedrále sv. Víta přijal Beran svěcení. Biskup Weber v ordinariátním listě nového arcibiskupa srdečně pozdravil a uvítal.

## Rezignace
Protože se poměry v poválečném Československu zásadně změnily, zaslal Weber Svatému stolci dotaz, zda má podat písemnou rezignaci. Byla to druhá rezignace v dějinách litoměřických biskupů (první podal biskup Hurdálek v roce 1822). Vyjádřil přitom přání, aby v případě jejího přijetí mohl v církvi dál sloužit na jiném místě. Kolem rezignace biskupa Webera panuje dosud řada nejasností, pro jejichž vysvětlení není zatím k dispozici dostatek písemných dokumentů. Vatikán se 23. ledna 1947 rozhodl jeho rezignaci přijmout a již o pět dní později Weber oficiálně svou činnost jako litoměřický biskup ukončil. Současně mu byl povýšen biskupský titul, papež jej jmenoval titulárním (světícím) arcibiskupem z ostrova Samos. O jeho přeložení se nejednalo, takže zůstal dál bydlet v biskupské rezidenci.
Svatý stolec 27. února 1947 jmenoval apoštolským administrátorem litoměřické diecéze pražského arcibiskupa Berana. Tuto funkci převzal 22. března téhož roku. Beran pak ustanovil novým generálním vikářem ThDr. Františka Vlčka. Rovněž poděkoval Weberovi za vše, co pro diecézi udělal, jak se staral o kněze a věřící, a naplnil tak své heslo „Milosrdenství, pravda, spravedlnost, pokoj“.
I když se Weberovi dostalo takového uznání, přesto vše, co prožil, na něj natolik působilo, že se stal tichým a zádumčivým. Celý život usilovně pracoval ve prospěch církve, nikdy neměl dovolenou, a proto s velkou radostí přivítal devět kněží, kteří ho po svém vysvěcení 28. června 1947 přišlo navštívit. Weber v té době také zavítal do svého milovaného města Ústí nad Labem, které bylo velmi postiženo válkou, aby se právě tam zúčastnil svatovojtěšské slavnosti.

## Závěr života

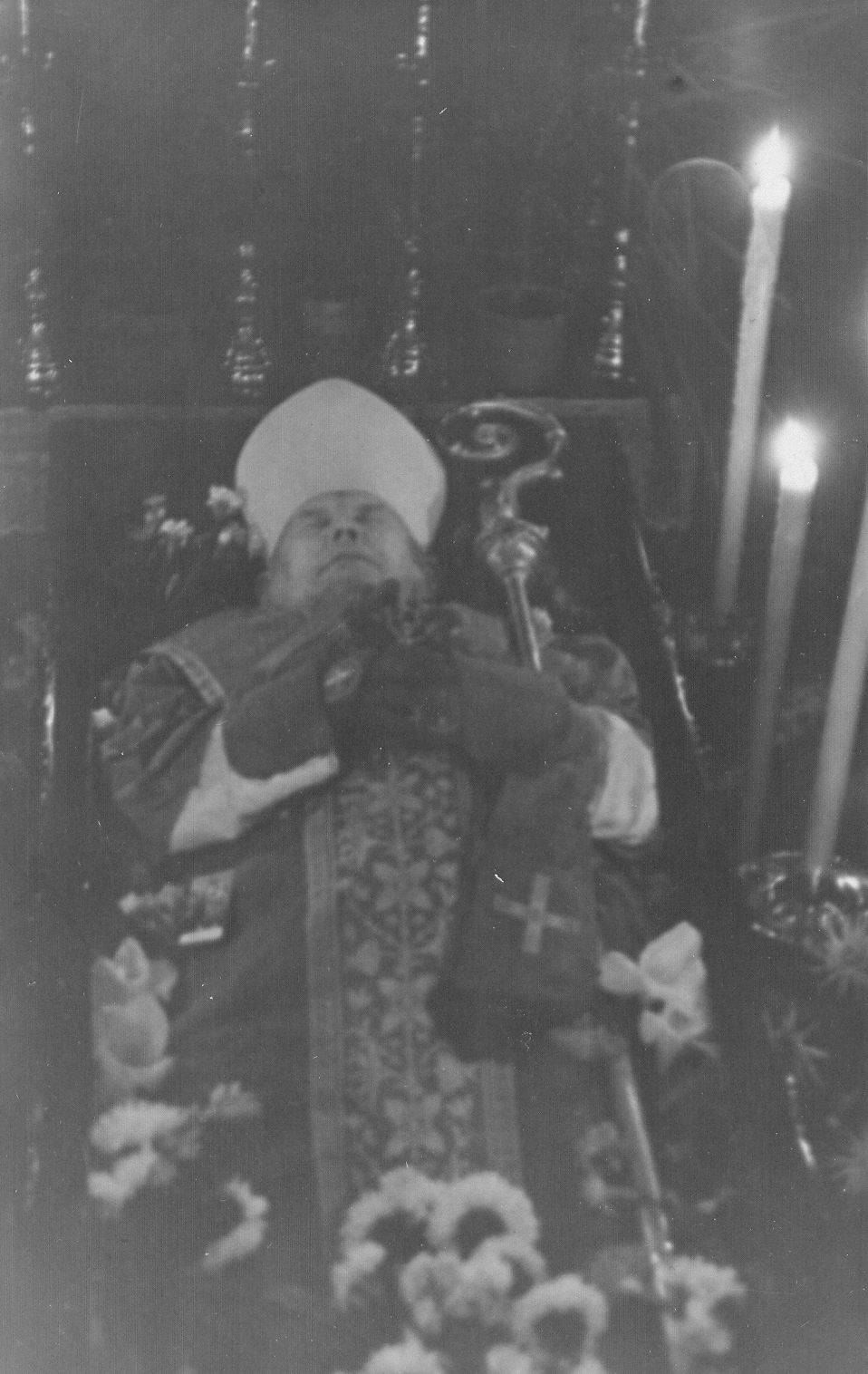
Tělo biskupa Antonína Aloise Webera vystavené v katedrále sv. Štěpána 16. září 1948.

Svatý stolec rozhodl 28. září 1947 jmenovat novým litoměřickým biskupem ThDr. Štěpána Trochtu. V této době musel být Weber opět odvezen do nemocnice, kde pobýval od 11. listopadu do 9. prosince 1947. Tam ho navštívil nový biskup. Když byl Weber z nemocnice propuštěn, nechal ho Trochta odvézt svým autem do rezidence a nechal ho zde dále bydlet. Sám se ubytoval na nedalekém proboštství, kde ho 14. prosince téhož roku navštívil Weber. Svému nástupci pokorně políbil prsten a po srdečné rozmluvě se vrátil zpět do rezidence. Ještě před Vánocemi již začal Weber sloužit mše, a dokonce chodil i na krátké procházky po městě.
Když 17. února 1948 slavil Weber výročí kněžského svěcení, odešel na procházku do města, kde ho však ranila mrtvice. Sám nebyl schopen chůze, a proto ho neznámá paní dovedla zpět na Dómské náměstí. V rezidenci pak dostal druhý záchvat. Od té doby byl Weber vázán na svou místnost a pojízdné křeslo. S láskou mu sloužil varhaník katedrály a protokolista Mons. P. Pietschmann. Tak strávil sedm měsíců. Biskup Trochta zprostředkoval, aby nemocného Webera mohla navštívit jeho sestra Marie Henke, vysídlená do Německa. Pobyla u něj dva týdny. Dne 14. července 1948 ho navštívil duchovní ze Šluknova spolu s místními katolickými žáky, což Weberovi udělalo radost. Stejně ho potěšila návštěva dvou nově vysvěcených kněží, kteří ho poprosili o požehnání. Dne 9. září téhož roku se Weber necítil dobře a zůstal na lůžku. Ohlásila se další nemoc – zápal plic. Po třech dnech mu P. Pietschmann udělil svátost umírajících a Weber pak upadl do bezvědomí. Primář MUDr. Krondl ho dal odvézt do nemocnice, kde se chtěl pokusit znovu o jeho záchranu. Bohužel ale ve 20 hodin Antonín Alois Weber zemřel. Bylo to na svátek Panny Marie, které se již jako student zasvětil.
Tělo biskupa s mitrou a berlou bylo 16. září přeneseno z rezidence do katedrály, kde v 9 hodin biskup Trochta sloužil pontifikální rekviem. Dostavil se též arcibiskup Beran, který pak vedl kondukt z katedrály na hřbitov. Přítomni byli i budějovický biskup dr. Hlouch, strahovský opat dr. Jarolímek, mělnický probošt Dušek a na 120 kněží. V katedrále byla umístěna bílá mramorová deska nesoucí jméno a životní data biskupa Webera s nápisem (latinsky) „Aeterna fruetur pace, qui terrenam non habuit“ – „Kéž se těší z věčného pokoje ten, kdo pokoj neměl zde na zemi“.
Po pádu komunismu v listopadu 1989 byli oceněni státními vyznamenáními jednotlivci za vynikající občanské zásluhy o budování svobodné demokratické společnosti, za výsledky práce, úsilí o obranu vlasti, hrdinské a jiné výjimečné činy. Řád Tomáše Garrigua Masaryka (druhé nejvyšší státní vyznamenání) II. třídy dostal in memoriam 28. října 1995 i ThDr. Antonín Alois Weber.